# Horë-Vranisht
Horë-Vranisht is een plaats en voormalige gemeente in de stad (bashkia) Himarë in de prefectuur Vlorë in Albanië. Sinds de gemeentelijke herindeling van 2015 doet Horë-Vranisht dienst als deelgemeente en is het een bestuurseenheid zonder verdere bestuurlijke bevoegdheden. De plaats telde bij de census van 2011 2080 inwoners.